# Єфремов Євген Васильович
Єфремов Євген Васильович (3.02.1950, м. Благовєщенськ, Амурська область, Російська Федерація) — музикознавець, етномузиколог, виконавець, популяризатор традиційного пісенного фольклору України. Кандидат мистецтвознавства (1989), член НСКУ, номінант премії «Київська пектораль» (2003) за музичне оформлення вистави «Кам'яне коло». Керівник фольклорного гурту «Древо» (з 1979).

## Біографічні дані
Народився в місті Благовєщенськ Амурської області в Росії. В 1975 році закінчив Київську консерваторію (нині НМАУ ім. П. І. Чайковського) (клас В. Москаленка). 1974-77 роки — викладач музично-теоретичних дисциплін Київського музичного училища, а 1977-85 — Київського інституту культури. Від 1985 року — викладач і зав. Кабінету народної музики в Київській консерваторії, 1993 — доцент кафедри музичної фольклористики та науковий співробітник Проблемної науково-дослідницької лабораторії музичної етнографії.

## Творчі досягнення
Він один із перших, хто запровадив багаторічні польові дослідження локальної музично-етнографічної традиції київського Полісся (1978-86, 1991—2000). Зацікавлення процесуально-інтонаційною стороною регіональної пісенної традиції в її живому побутуванні, прагнення до практичного оволодіння автентичною манерою фольклорного співу та принципами традиційного варіювання зумовили створення Єфремовим першого в Україні фольклорного гурту (1979, а від 1988 — «Древо»), що став відомим в Україні й за кордоном. У роботі з ансамблем знайшли втілення теоретичні погляди Єфремова (зокрема у створеній ним методиці традиційного варіювання). Вагомим також є внесок Єфремова в методику нотації вокальної народної музики, постановки голосу в автентичній фольклорній манері.

## Музикознавчі праці
- Кандидатська дисертація «Варианстость и импровизационность в фольклорном исполнительстве (на материале лирических песен Киевского Полесья)» (К., 1989).
- Дослідження народнопісенного виконавства через моделювання інваріанта пісні // Українське музикознавство. — Київ, — 1985. — Вип. 20
- Фольклор Київського Полісся // Київ, — 1987. — № 6.
- Дослідження локальної народнопісенної традиції як основа діяльності вторинного фольклорного ансамблю // Українське музикознавство — 1989. — Вип. 24 (у співавторстві з В. Пономаренко).
- Русальні пісні на Київському Поліссі // Полісся: мова, культура. історія: Матеріали міжнародної конференції — К., 1996.
- Ритмоструктурні типи календарних наспівів на Київському Поліссі // Полісся України: Матеріали історико-етнографічного дослідження, — Л., 1997. — Вип. 1: Київське Полісся.
- Фольклористичний погляд на проблеми етносольфеджіо // Проблеми етномузикології, — К., 1998. — Вип. 1.
- Поліські лісові пісні-гуканки // Там само.
- Про традиційну фактурну булову поліських ліричних пісень // Фольклористичні візії (учні — вчителеві І. В. Мацієвському з нагоди 60-річчя): Збірка статей і матеріалів. — Тернопіль, 2001.
- Ритуали викликання дощу // Проблеми етномузикології, — К., 2004. — Вип. 2.